# Tetraiodmethan

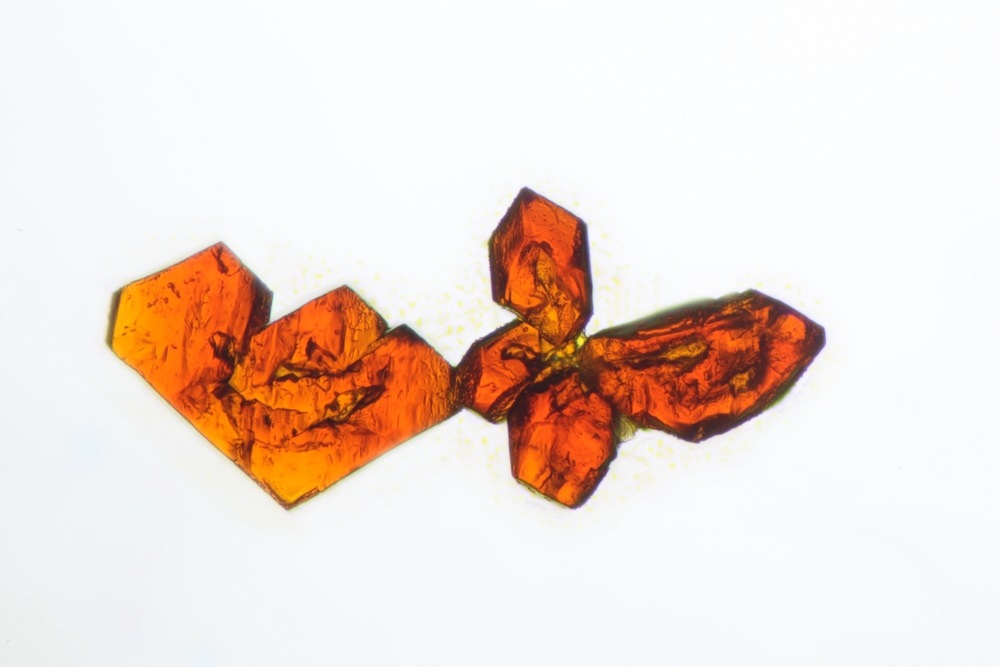
Tetraiodmethan, kristallisiert aus Xylol

Tetraiodmethan (auch Tetraiodkohlenstoff) ist eine chemische Verbindung aus der Reihe der Iodkohlenwasserstoffe, in der alle Wasserstoffatome des Methans durch Iodatome substituiert sind. Beide Bezeichnungen sind nach der IUPAC-Nomenklatur korrekt – je nachdem, ob die Verbindung als organische (Tetraiodmethan) oder anorganische (Tetraiodkohlenstoff) Verbindung angesehen wird.

## Geschichte
Tetraiodmethan wurde erstmals 1874 vom russischen Chemiker Gawriil Gawriilowitsch Gustawson (1843–1908) aus Tetrachlormethan und Ammoniumiodid hergestellt.

## Darstellung
Die Synthese von CI4 gelingt am besten über den Aluminiumchlorid-katalysierten Halogenaustausch bei Raumtemperatur.
{\displaystyle \mathrm {CCl_{4}+4\ C_{2}H_{5}I\longrightarrow CI_{4}+4\ C_{2}H_{5}Cl} }
Das Reaktionsprodukt kristallisiert aus der Reaktionslösung aus. CI4 sollte kühl (2 bis 8 °C) gelagert werden.

## Eigenschaften

### Physikalische Eigenschaften
Das kräftig rote Tetraiodmethan ist zusammen mit Iodoform die einzige farbige organische Verbindung ohne ungesättigte Funktion.
Der Gewichtsanteil des Kohlenstoffs in CI4 beträgt lediglich 2 %. Die Bindungslänge Kohlenstoff–Iod beträgt in dem tetraedrisch aufgebauten Molekül 0,212 ± 0,002 nm. Das Molekül ist mit Iod–Iod-Abständen von 0,3459 ± 0,003 nm ausgesprochen dicht und eng gepackt. Sehr wahrscheinlich ist die Verbindung aus diesem Grund thermisch und photochemisch wenig stabil. Hexaiodethan ist, vermutlich aus dem gleichen Grund, als Molekül bisher unbekannt.
Tetraiodmethan kristallisiert im tetragonalen Kristallsystem in der Raumgruppe I42m (Raumgruppen-Nr. 121) mit den Gitterparametern a = 641 und c = 956 pm sowie zwei Formeleinheiten pro Elementarzelle. Durch den hochsymmetrischen tetraedrischen Aufbau der CI4-Moleküle besitzt die Verbindung kein Dipolmoment.

### Chemische Eigenschaften
CI4 ist in Wasser nahezu unlöslich, reagiert mit ihm aber langsam unter Bildung von Iodoform und Iod. In organischen unpolaren Lösungsmitteln ist es gut löslich. Thermisch und photochemisch zersetzt es sich zu Tetraiodethen (I2C=CI2).

## Verwendung
CI4 wird als Reagenz für Iodierungsreaktionen eingesetzt. Alkohole können beispielsweise in einer Reaktion, die ähnlich der Appel-Reaktion verläuft, in Alkyliodide überführt werden.